# Свобода в Бремен
„Свобода в Бремен“ (на немски: Bremer Freiheit) е западногермански телевизионен филм от 1972 година, драма на режисьора Райнер Вернер Фасбиндер по негов сценарий в съавторство с Дитрих Ломан, базиран на едноименната му театрална пиеса. Главните роли се изпълняват от Маргит Карстенсен, Волфганг Шенк, Волфганг Килинг, Лизелоте Едер, Ули Ломел, Хана Шигула.

## Сюжет
Сюжетът се основава на действителен случай с жителката на Бремен Геше Готфрид (1785-1831), която последователно отравя множество свои роднини и близки. Филмът се фокусира върху мотивите на героинята и връзката им с положението на жената в обществото.

## В ролите
| Изпълнител        | Роля         |
| ----------------- | ------------ |
| Маргит Карстенсен | Гееше Готфид |
| Волфганг Шенк     | Готфид       |
| Волфганг Килинг   | Тим          |
| Курт Рааб         | Цинерман     |
| Ули Ломел         | Милтенбергер |
| Хана Шигула       | Луиза Мауер  |